# Saison 4 de Miss Marple
Chronologie
Saison 3 Saison 5
Cet article présente les quatre épisodes de la quatrième saison de la série télévisée Miss Marple (Agatha Christie's Marple).

## Distribution
- Julia McKenzie (VF : Régine Blaess) : Miss Marple

## Épisode 1:Une poignée de seigle
- États-Unis : 5 juillet 2009
- Royaume-Uni : 6 septembre 2009 sur ITV
- France : 7 novembre 2009

- Rose Heiney (Gladys)
- Laura Haddock (Miss Grosvenor)
- Kenneth Cranham (Rex Fortescue)
- Thea Collings (Tilly)
- Lucy Cohu (Pat Fortescue)
- Rupert Graves (Lance Fortescue)
- Matthew Macfadyen (Inspecteur Neele)
- Edward Tudor-Pole (Professeur Bernsdorrf)
- Ralf Little (en) (Sergeant Pickford)
- Helen Baxendale (Mary Dove)
- Ken Campbell (Crump)
- Anna Madeley (Adele Fortescue)
- Joseph Beattie (Vivian Dubois)
- Wendy Richard (Mrs Crump)
- Ben Miles (Percival Fortescue)
- Liz White (Jennifer Fortescue)
- Hattie Morahan (Elaine Fortescue)
- Paul Brooke (Billingsley)
- Chris Larkin (Gerald Wright)
- Prunella Scales (Mrs Mackenzie)
- Rachel Atkins (Sœur du sanatorium)

Rex Fortescue, le directeur d'une entreprise financière, meurt empoisonné dans son bureau londonien. Le seul indice dont dispose l'inspecteur chargé de l'enquête sort de l'ordinaire : une poignée de seigle glissée dans la poche du défunt. La secrétaire qui avait apporté son thé avant sa mort est innocentée car le poison lui a été administré au petit-déjeuner. En se rendant dans la demeure des Fortescue, la police rencontre la jeune veuve de la victime, Adele (qui cache sa relation adultère) et découvre que la mort de Rex arrange de la famille. Le lendemain, l'un des fils de Rex, Lancelot, rentre d'Afrique sans prévenir la famille, et arrive sans sa femme aristocrate dans la demeure pour le thé qui se déroule dans la bonne humeur. Mais le soir-même, la femme de Rex et une domestique, Gladys, sont retrouvées mortes.
- C'est le premier épisode avec Julia McKenzie dans le rôle de Miss Marple.
- D'après Une poignée de seigle (1953)

## Épisode 2:Un meurtre est-il facile?
- États-Unis : 12 juillet 2009
- Royaume-Uni : 13 septembre 2009 sur ITV
- France : 14 novembre 2009

- Steve Pemberton (Henry Wake)
- Shirley Henderson (Honoria Waynflete)
- Sylvia Syms (Lavinia Pinkerton)
- Benedict Cumberbatch (Luke Fitzwilliam)
- Lyndsey Marshal (Amy Gibbs)
- James Lance (Dr Geoffrey Thomas)
- Tim Brooke-Taylor (Dr Edward Humbleby)
- Camilla Arfwedson (Rose Humbleby)
- Hugo Speer (James Abbot)
- Anna Chancellor (Lydia Horton)
- David Haig (Major Hugh Horton)
- Margo Stilley (Bridget Conway)
- Jemma Redgrave (Jessie Humbleby)
- Russell Tovey (PC Terence Reed)
- Stephen Churchett (Coroner)
- Steven Hartley (George Rogers)
- Julian Lightwing (Leonard Waynflete)

Un village est le théâtre de plusieurs morts apparemment accidentelles. Après la mort du pasteur alors qu'il s'occupait des abeilles, la vieille Lavinia Pinkerton tombe dans les escalators dans une gare. Cette dernière avait croisé Miss Marple dans le train, et fait part de ses soupçons sur la mort du pasteur. Miss Marple, convaincue que quelque chose de sinistre est à l’œuvre, commence son enquête dans le village et rencontre Luke Fitzwilliam, un ancien policier. Mais à peine arrivée, elle assiste à la mort du docteur Humbledey (causée par la septicémie). Luke découvre le lendemain que le masque du pasteur pour sa passion d'horticulteur a été trafiqué. Quelques jours plus tard, Amy Gibbs, la domestique de Honoria Waynflete, est retrouvée morte empoisonnée, celle-ci aurait probablement confondu son médicament avec la bouteille de la teinture de chapeau.
- D'après Un meurtre est-il facile ? (1939)
- Le personnage de Miss Marple n'est pas présent dans le roman.

## Épisode 3:Jeux de glaces
- États-Unis : 19 juillet 2009
- Royaume-Uni : 1er janvier 2010 sur ITV
- France : 28 novembre 2009

- Elliot Cowan (Wally Hudd)
- Emma Griffiths Malin (Gina Elsworth)
- Joan Collins (Ruth Van Rydock)
- Penelope Wilton (Carrie Louise Serrocold)
- Brian Cox (Lewis Serrocold)
- Jordan Long (Whitstable Ernest)
- Sarah Smart (Mildred)
- Maxine Peake (Jolly Bellever)
- Alexei Sayle (Dr Maverick)
- Liam Garrigan (Stephen Restarick)
- Tom Payne (Edgar Lawson)
- Nigel Terry (Christian Gulbrandsen)
- Ian Ogilvy (Johnny Restarick)
- Alex Jennings (Inspecteur Curry)
- Sean Hughes (Sergeant Lake)

À Stonygates, Carrie Louise et son troisième mari Lewis ont fondé un institut de réinsertion pour criminels. Ils vivent là avec Mildred, la fille de son premier mari, et Gina, qu'elle a adoptée. Christian, le fils de son premier mari, Johnny, son second mari, et le fils de ce dernier séjournent quelque temps à la résidence. Quand le bureau de Carrie Louise est incendié, une vieille amie de sa sœur inquiète, intervient. Mais elle découvre que Carrie Louise et sa fille adoptive semblent trop insouciantes. Christian, également inquiet pour Carrie Louise, arrive à Stonygates, et lui et Miss Marple comprennent que le mal va sévir.
Un soir, alors qu'une soirée de répétition théâtrale est organisée dans le salon donnant le salon, un détenu, Edgar Lawson s'en prend à Lewis alors que le courant est coupé. Mais quand le courant est rétabli, Edgar neutralisé et l'arrivée théâtrale de Johnny Restarick (second mari de Carrie Louise), malheureusement Christian est retrouvé assassiné.

## Épisode 4:Pourquoi pas Evans?
- États-Unis : 26 juillet 2009
- Royaume-Uni : 15 juin 2011 sur ITV
- France : 21 novembre 2009

- Sean Biggerstaff (Bobby Attfield)
- Georgia Moffett (Frankie Derwent)
- David Buchanan (John Carstairs)
- Siwan Morris (Florrie)
- Helen Lederer (Marjorie Attfield)
- Samantha Bond (Sylvia Savage)
- Richard Briers (Wilson)
- Freddie Fox (Tom Savage)
- Rik Mayall (Alec Nicholson)
- Hannah Murray (Dorothy Savage)
- Rafe Spall (Roger Bassington)
- Natalie Dormer (Moira Nicholson)
- Warren Clarke (Commander Peters)
- Mark Williams (Claude Evans)
- Basher Savage (George Savage jeune)
- Sarah Ridgeway (Sylvia jeune)
- Rupert Savage (Jack Savage jeune)

Lors d'une promenade, Bobby Attfield découvre sur une falaise un homme en train de mourir. Ses dernières paroles sont : « Pourquoi ne pas avoir demandé à Evans ? ». La mère de Bobby, Marjorie, informe sa vieille amie Miss Marple pour qu'elle mène l'enquête. De son côté, Bobby retrouve une vieille amie, Frankie, qui l'invite à mener sa propre enquête avec elle. En cherchant à identifier la victime et à comprendre la signification de ses dernières paroles, Bobby est manqué d'être tué, mais a découvert un indice menant à la demeure des Savage. Le lendemain, Frankie se rend seule au château Savage (dont le propriétaire Jack Savage est décédé six mois plus tôt) et, après avoir simulé un accident près de la propriété, rencontre la famille Savage et est invitée à rester chez eux.
Alice (alias Moira Nicholson) et Michael (alias Roger Bassington) : meurtres
- D'après Pourquoi pas Evans ? (1934)
- Le personnage de Miss Marple n'est pas présent dans le roman.
- Dormer et Murray ont joué ensemble dans la série Game of Thrones. Williams et Biggerstaff ont joué ensemble dans la saga des Harry Potter. Lederer a participé en 2017 à Celebrity Big Brother.